# Abstrakt kunst
 For alternative betydninger, se Abstrakt.
Abstrakt kunst bliver i dag primært brugt om nonfigurativ kunst, altså malerkunst som ikke forestiller eller efterligner genstande. Den abstrakte kunst benytter altså ikke formerne og farverne til at repræsentere noget bestemt ved at ligne dette, men lader dem træde frem i deres egen ret. Billederne kan dog stadig knyttes til betydninger og forestillinger – men netop på et mere abstrakt plan.
I begyndelsen af det 20. århundrede blev betegnelsen brugt mere bredt, nemlig om den kunst som abstraherede fra detaljer i virkeligheden eller forvrængede den, fx kubismen. Og den nonfigurative kunst begyndte da også hos fx Piet Mondrian som en decideret abstraktion fra et konkret motiv.

## Fremtrædende abstrakte kunstnere
- Wassily Kandinsky (1866-1944)
- Piet Mondrian (1872-1944)
- Kazimir Malevich (1878-1935)
- Sonia Delaunay (1885–1979)
- Jackson Pollock (1912-1956)
- Eugene J. Martin (1938-2005)
- Hilma af Klint (1862-1944)